# Rancho Llano
Rancho Llano o Rancho el Llano es una comunidad con categoría de agencia municipal perteneciente a San Blas Atempa en el Distrito de Tehuantepec, en el Estado de Oaxaca. Siendo la tercera localidad más poblada del municipio, solo por detrás de la cabecera municipal y Santa Rosa.

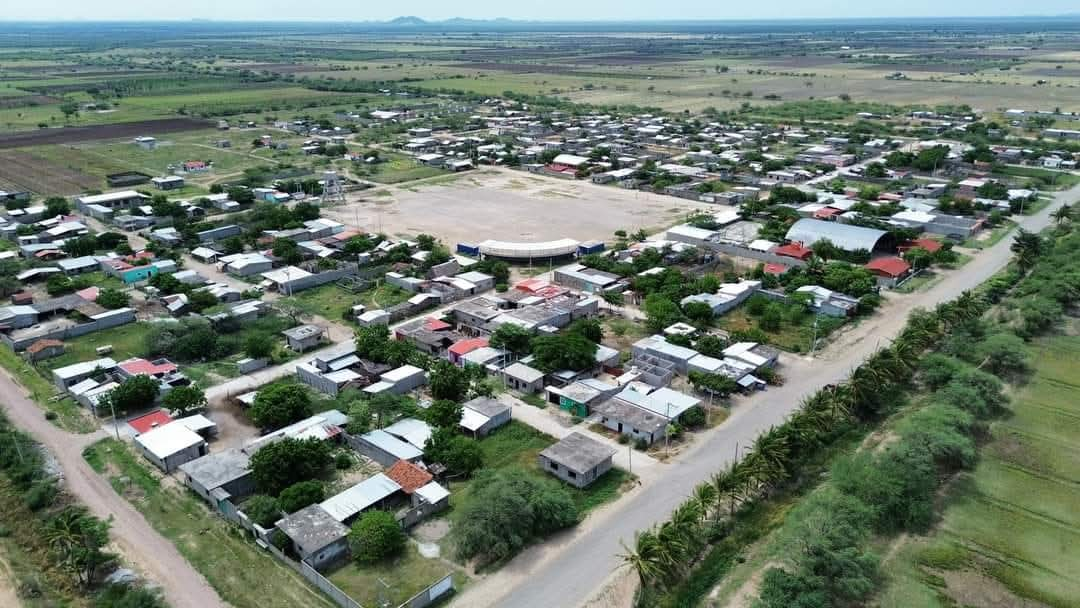
Panorama de Rancho Llano

La localidad es conocida en los alrededores por la producción y elaboración de los totopos de horno de comixcal, la manera tradicional de la elaboración de este producto, el cual es comercializado en los grandes mercados de 
Juchitán, Tehuantepec y San Blas Atempa.

## Ubicación
La localidad se encuentra a 15 km al noroeste de la cabecera municipal sobre la carretera panamericana, sobre la planicie de Tehuantepec. Se ubican en las coordenadas geográficas: 16°24′58.5″N 95°9′19.2″O / 16.416250, -95.155333.